# William Howard Arnold (Physiker)
William Howard Arnold, genannt Howard Arnold, (* 13. März 1931 in Jefferson Barracks bei St. Louis, Missouri; † 16. Juli 2015) war ein US-amerikanischer Kerntechniker und Manager in der Nuklearindustrie. Er war ein Pionier im Entwurf kommerzieller Druckwasserreaktoren und Experte für nukleare Abfälle.

## Leben und Wirken
Arnold war der Sohn des Lieutenant General William Howard „Duke“ Arnold, Kommandeur der 5. US-Armee und Divisionskommandeur unter Douglas MacArthur. Howard Arnold gewann mit 16 Jahren ein Pepsi-Cola-Stipendium und studierte an der Cornell University mit dem Bachelor-Abschluss in Chemie (wobei  er auch Chemieingenieurwesen studierte) und Physik 1951 und an der Princeton University mit dem Master-Abschluss 1953 und der Promotion in Physik 1955. Danach war er Ingenieur für Kernkraftwerke bei der Westinghouse Electric Corporation in Pittsburgh, wobei er als Reaktoringenieur arbeitete und die ersten kommerziellen Kernreaktoren von Westinghouse entwarf. 1962 bis 1968 leitete er das NERVA Projekt nuklear angetriebener Raketen, 1968 bis 1970 das Westinghouse Defense Center in Baltimore und ab 1972 die Abteilung Druckwasserreaktoren von Westinghouse. 1979 bis 1980 war er General Manager der internationalen Kerntechnikabteilung (Nuclear International Division), 1981 bis 1986 der  Advanced Energy Systems Division (AESD) und 1987 bis 1989 Vizepräsident für Ingenieurswesen und Entwicklung der Tochterfirma Westinghouse Hanford Company. 1989 bis zum Ruhestand 1996 war er Präsident der ersten privaten US-Firma für Urananreicherung, die zu Urenco gehörende Louisiana Energy Superior, die die National Enrichment Facility in New Mexico betreibt.
2004 wurde er Mitglied des technischen Komitees für nukleare Abfälle des US-Präsidenten. Er beriet bei der Entgiftung von staatlichen Produktionsstätten für Nuklearwaffen in den USA wie in Savannah River.
Er war Mitglied der National Academy of Engineering (1974), Fellow der American Nuclear Society und der American Association for the Advancement of Science.

## Privatleben
William Howard Arnold war der Vater der Chemie-Nobelpreisträgerin Frances H. Arnold. Außer einer Tochter hatte er vier Söhne mit Josephine „Jodie“ Routheau, die er 1952 heiratete. Sie war die Tochter des ROTC-Kommandeurs in Princeton. Am 16. Juli 2015 starb er im Alter von 84 Jahren.